# مايكل فريزر (كرة سلة)
مايكل فريزر (بالإنجليزية: Michael Fraser)‏ مواليد 28 يونيو 1984 في أوتاوا، هو لاعب كرة سلة كندي. بدأ مسيرته الاحترافية في سنة 2007. يلعب في الدوري البولندي لكرة السلة كلاعب وسط. يحمل الرقم 21. يبلغ طوله 6 قدم 8 بوصة (2.0 م).

## المسيرة الاحترافية
لعب مع النادي العربي في سنة 2009، ثم لعب مع بي سي إم جرافيلين في الدوري الفرنسي في سنة 2010، ثم لعب مع نادي إيجوكيا لكرة السلة في سنة 2013.

## روابط خارجية
- مايكل فريزر على موقع كرة السلة الأوروبية.كوم (الإنجليزية)
- مايكل فريزر على موقع ريلجم (الإنجليزية)
- مايكل فريزر على موقع بروبوليرز (الإنجليزية)
- مايكل فريزر على موقع سبورتس رفرنس (الإنجليزية)